# ギィ・ドゥリール
ギィ・ドゥリール（仏: Guy Delisle、1966年-）は、カナダのバンド・デシネ作家。ケベック市出身。彼は中国深圳、ビルマ、北朝鮮平壌、エルサレムなど遠い国の生活に関する旅行記で最もよく知られている。 『マンガ平壌　あるアニメーターの北朝鮮出張記』原著が2003年、邦訳は2006年の刊行（明石書店）。作品『エルサレム時評』、2012年アングレーム国際漫画祭最優秀作品賞。